# (29328) Hanshintigers
(29328) Hanshintigers ist ein Asteroid des Hauptgürtels, der am 13. Oktober 1994 vom italienischen Astronomen Plinio Antolini am Kiso-Observatorium (IAU-Code 381) in Kiso entdeckt wurde.
Benannt wurde der Asteroid nach der 1935 gegründeten japanischen Baseball-Mannschaft Hanshin Tigers, die in der Central League spielen und in den Jahren 1985, 2003 und 2005 die Ligameisterschaft gewannen.